# جوسيف نيومان
جوسيف نيومان هو رامي الرمح ‏ سويسري، ولد في 18 مارس 1911، وتوفي في 8 أبريل 1994 في Rorschach, Switzerland ‏ في سويسرا.

## وصلات خارجية
- جوسيف نيومان على موقع أوليمبيديا (الإنجليزية)